# Grand Prix Formule 1 van Nederland 1963
De Grand Prix Formule 1 van Nederland 1963 werd gehouden op 23 juni op het circuit van Zandvoort. Het was de derde race van het seizoen.

## Uitslag
| Pos. | Nr. | Coureur                 | Constructeur   | Rondes | Tijd / Oorzaak uitval | Grid | Punten |
| ---- | --- | ----------------------- | -------------- | ------ | --------------------- | ---- | ------ |
| 1    | 6   | Jim Clark               | Lotus-Climax   | 80     | 2:08:13.7             | 1    | 9      |
| 2    | 18  | Dan Gurney              | Brabham-Climax | 79     | + 1 Ronde             | 14   | 6      |
| 3    | 2   | John Surtees            | Ferrari        | 79     | + 1 Ronde             | 5    | 4      |
| 4    | 30  | Innes Ireland           | BRP-BRM        | 79     | + 1 Ronde             | 7    | 3      |
| 5    | 14  | Richie Ginther          | BRM            | 79     | + 1 Ronde             | 6    | 2      |
| 6    | 4   | Ludovico Scarfiotti     | Ferrari        | 78     | + 2 Rondes            | 11   | 1      |
| 7    | 36  | Jo Siffert              | Lotus-BRM      | 77     | + 3 Rondes            | 17   |        |
| 8    | 42  | Jim Hall                | Lotus-BRM      | 77     | + 3 Rondes            | 18   |        |
| 9    | 32  | Carel Godin de Beaufort | Porsche        | 75     | + 5 Rondes            | 19   |        |
| 10   | 8   | Trevor Taylor           | Lotus-Climax   | 66     | + 14 Rondes           | 10   |        |
| 11   | 28  | Jo Bonnier              | Cooper-Climax  | 56     | + 24 Rondes           | 8    |        |
| NF   | 12  | Graham Hill             | BRM            | 69     | Oververhitting        | 2    |        |
| NF   | 16  | Jack Brabham            | Brabham-Climax | 68     | Ongeluk               | 4    |        |
| NF   | 10  | Chris Amon              | Lola-Climax    | 29     | Waterpomp             | 12   |        |
| NF   | 26  | Giancarlo Baghetti      | ATS            | 17     | Ontsteking            | 15   |        |
| NF   | 24  | Phil Hill               | ATS            | 15     | Ophanging             | 13   |        |
| NF   | 22  | Tony Maggs              | Cooper-Climax  | 14     | Oververhitting        | 9    |        |
| NF   | 20  | Bruce McLaren           | Cooper-Climax  | 7      | Versnellingsbak       | 3    |        |
| NF   | 34  | Gerhard Mitter          | Porsche        | 2      | Koppeling             | 16   |        |
| WD   | 38  | Tony Settember          | Scirocco-BRM   |        |                       |      |        |
| WD   | 40  | Ian Burgess             | Scirocco-BRM   |        |                       |      |        |

## Statistieken
| Pole-position | Jim Clark | Lotus-Climax | 1:31.6 |
| Snelste ronde | Jim Clark | Lotus-Climax | 1:33.7 |

## Noot
- Dit was het debuut van de Duitse coureur Gerhard Mitter.
- Dit was de vijfde Grand Prix-winst voor Jim Clark.

1948 · 1949 · 1950 · 1951 · 1952 · 1953 · 1955 · 1958 · 1959 · 1960 · 1961 · 1962 · 1963 · 1964 · 1965 · 1966 · 1967 · 1968 · 1969 · 1970 · 1971 · 1973 · 1974 · 1975 · 1976 · 1977 · 1978 · 1979 · 1980 · 1981 · 1982 · 1983 · 1984 · 1985 · 2020 · 2021 · 2022 · 2023 · 2024 · 2025  · 2026